# Eremothera (djur)
Eremothera är ett släkte av spindeldjur. Eremothera ingår i familjen Eremobatidae.
Kladogram enligt Catalogue of Life:
| Eremothera | \| \| Eremothera drachmani \| \| \| \| \| \| Eremothera sculpturata \| \| \| \| |
|            | \| \| Eremothera drachmani \| \| \| \| \| \| Eremothera sculpturata \| \| \| \| |
|            | Chanbria                                                                        |
|            |                                                                                 |
|            | Eremobates                                                                      |
|            |                                                                                 |
|            | Eremochelis                                                                     |
|            |                                                                                 |
|            | Eremocosta                                                                      |
|            |                                                                                 |
|            | Eremorhax                                                                       |
|            |                                                                                 |
|            | Hemerotrecha                                                                    |
|            |                                                                                 |
|            | Horribates                                                                      |
|            |                                                                                 |
|            | Eremothera drachmani                                                            |
|            |                                                                                 |
|            | Eremothera sculpturata                                                          |
|            |                                                                                 |

|  | Eremothera drachmani   |
|  |                        |
|  | Eremothera sculpturata |
|  |                        |